# Лукаш Опіела
Лукаш Опіела (словац. Lukáš Opiela, нар. 13 січня 1986, Гуменне) — словацький футболіст, півзахисник клубу «Єла».

## Ігрова кар'єра
Вихованець клубу «Футура» з рідного міста Гуменне. У дорослому футболі дебютував 2005 року виступами за чеську команду «Тескома» (Злін), в якій провів три сезони, взявши участь у 53 матчах чемпіонату.
У січні 2008 року він перейшов до клубу «Млада Болеслав» за 10 мільйонів чеських крон, що на той час стало найбільшим трансфером для злінського клубу. 19 квітня 2008 року він дебютував у Гамбрінус-лізі за «Млада-Болеслав» у матчі проти рідної команди «Злін» (1:0). У жовтні 2011 року він забив гол на дванадцятій хвилині гри проти «Тепліце», але через десять хвилин отримав травму після зіткнення з Міланом Матулою, отримавши перелом гомілки. Він повернувся на поле лише через 10 місяців в домашньому матчі кваліфікаційного раунду Ліги Європи 2012/13 проти нідерландського «Твенте» (0:2). Всього відіграв за команду 5 з половиною років і забив 3 голи в 79 матчах.
Перед сезоном 2013/14 Опіела повернувся на батьківщину і підписав дворічний контракт з клубом «Сениця». Дебютував за клуб у вищому дивізіоні Словаччини в матчі чемпіонату 13 липня 2013 року проти «Спартака» з Трнави (2:1), коли на 89-й хвилині замінив Мілана Їрасека. Перший гол за команду забив у матчі чемпіонату 15 березня 2014 року проти «Нітри» (2:1). У сезоні 2013/14 він отримав кілька травм, тому 14 травня 2015 року залишив команду у статусі вільного агента.
Влітку 2015 року на правах вільного агента перейшов до італійського клубу «Робур Сієна», що виступав у Лега Про, третьому дивізіоні країни. Тут Лукаш провів 28 матчів протягом сезону, але команда не змогла отримати бажане підвищення до Серії B, а також змінився власник, тому Лукаш Опіела вирішив завершити свій час на Апеннінському півострові після сезону та повернувся до Праги, де він жив, у серпні 2016 року. Певний інтерес до нього виявляв і клуб «Піза 1909», якому в сезоні 2015/16 вдалося вийти в Серію B.
У Празі він почав тренуватися з командою «Богеміанс 1905». Ним зацікавився тренер Мірослав Коубек, який знав його ще по роботі у Млада-Болеславі. Підписання контракту було обумовлене кількома обставинами і в кінцевому підсумку не відбулось. Натомість футболіст готувався індивідуально або з фітнес-тренером. 
Влітку 2017 року Лукаш погодився приєднатися до друголігового словацького клубу «Скалиця». Згодом грав за інші нижчолігові команди «Годонін» і «Єлка».

## Виступи за збірну
Виступав за юнацьку та молодіжну збірні Словаччини.

## Титули і досягнення
- Володар Кубка Чехії (1):

«Млада Болеслав»: 2010/11